# Scapania calcicola
Scapania calcicola ist eine Lebermoosart der Ordnung Lophoziales. 

## Merkmale
Die Pflanzen werden ein bis drei Zentimeter lang, bis einen Millimeter breit und sind braungrün. Die Blätter sind bis zur Hälfte geteilt, die Blattlappen sind ungleich groß. Die Oberlappen sind rechteckig oder eiförmig, kurz zugespitzt und entfernt gezähnt. Sie greifen nicht über das Stämmchen über. Die Unterlappen sind doppelt so groß wie die Oberlappen, zungen- oder eiförmig und 1,5 mal so lang wie breit. Der Blattspitze zu sind sie oft entfernt gezähnt. In der Blattmitte sind die Zellen 18 bis 20 × 22 bis 30 Mikrometer groß, die Zellecken besitzen dreieckige Verdickungen. Die Cuticula ist papillös oder fast glatt. Jede Zelle enthält zwei bis vier Ölkörper. Brutkörper kommen vor. 

## Verbreitung und Standorte
Die Art hat eine boreal-montane Verbreitung und kommt in Europa, Sibirien und im östlichen Nordamerika vor. Sie wächst auf eher feuchten, kalkhaltigen Felsen, auf Löß und auf kalkhaltiger Erde. 

## Belege
- Jan-Peter Frahm, Wolfgang Frey, J. Döring: Moosflora. 4., neu bearbeitete und erweiterte Auflage (UTB für Wissenschaft, Band 1250). Ulmer, Stuttgart 2004, ISBN 3-8001-2772-5 (Ulmer) & ISBN 3-8252-1250-5 (UTB).